# William Chisholm Macdonald
Pour les articles homonymes, voir William Macdonald et Macdonald.
William Chisholm Macdonald (6 mai 1890-19 novembre 1946) est un homme politique canadien en Nouvelle-Écosse. Il est député libéral de la circonscription néo-écossaise d'Halifax de 1892 à 1896. 

## Biographie
Né à Bailey's Brook dans le comté de Pictou en Nouvelle-Écosse, Macdonald est élu en 1940 et réélu en 1945. Il meurt en fonction en 1946.